# العندليب (فلم)
العندليب، فيلم كوميدي سوري من بطولة الثنائي دريد لحام ونهاد قلعي عام 1975.

## قصة الفيلم
تدور القصة حول شاب (غوار) مغرم بالاختراعات وبالأفلام البوليسية مما يجعله يقع دائمًا في مشاكل مع الناس ويسبب المتاعب لصهره (حسني البورظان) ويقوم بالمغامرات بالاشتراك مع أبو عنتر وصباح (صباح جزائري) ثم يكون له الفضل في إلقاء القبض على عصابة تتاجر بالمخدرات ويعد أهله بالكف عن المغامرات ولكنه يعلن متابعة مغامراته مع ياسين وأبو عنتر بدلًا من صباح التي تتزوج من رئيس المخفر.

## طاقم العمل
تمثيل
- دريد لحام: غوار.
- نهاد قلعي: الحلاق حسني البورظان، صهر غوار.
- نجاح حفيظ: فطوم شقيقة غوار.
- سليم موسى: ضابط مباحث.
- حسن بغدادي: ضابط مباحث.
- عدنان بركات: رئيس عصابة المخدرات (رستم عبد الحميد).
- أديب قدورة: رئيس المخفر.
- محمد العقاد: أبو كاسم.
- محمد الشماط: عضو في العصابة.
- نبيلة النابلسي: عضو في العصابة.
- ناجي جبر: أبو عنتر.
- صباح الجزائري: ابنة حسني البورظان.
- ياسين بقوش: ياسين.

تأليف
- نهاد قلعي: مشارك في تأليف الحوار.

إخراج
- نبيل المالح: مخرج.